# Brachyglossina ochrolutearia
Brachyglossina ochrolutearia là một loài bướm đêm trong họ Geometridae.